# The Goldmind Inc.
The Goldmind Inc. är ett amerikanskt skivbolag grundat av Missy Elliott.

## Artister

### Nuvarande
- Missy Elliott (The Goldmind/Atlantic)
- Tweet (The Goldmind/Umbrella Records/Universal Motown)
- Soul Diggaz
- Sharaya Howell

### Tidigare
- Jessica Betts
- Lil' Brianna
- Nicole
- Lil' Mo
- Gina Thompson
- Jasmine
- Danja Mowf
- So Def
- Mocha
- Torrey "T.C." Carter